# روزالیند (قمر)
روزالیند (انگلیسی: Rosalind) نام یکی از اقمار داخلی اورانوس است. این قمر از طریق بررسی تصاویر وویجر ۲ کشف شد و در ابتدا S/1986 U 4 و بعدتر Uranus XIII نامیده شد. اما در نهایت بر اساس یکی از شخصیت‌های نمایشنامه هر طور شما دوست دارید از شکسپیر روزالیند نامیده شد.